# チャウンシー・ストリート駅
チャウンシー・ストリート駅（Chauncey Street）はニューヨーク市地下鉄BMTジャマイカ線の駅である。ブルックリン区のチャウンシー・ストリート - ブロードウェイ交差点にあり、ラッシュ時混雑方向にZ系統が停車する。また、それ以外の時間帯についてはJ系統が停車する。

## 駅構造
| P ホーム階 | 相対式ホーム、右側のドアが開く | 相対式ホーム、右側のドアが開く |
| P ホーム階 | 南行緩行線                     | ← 朝ラッシュ：通過 ← ラッシュ時以外：ブロード・ストリート駅行き（ホールジー・ストリート駅） ← 朝ラッシュ：ブロード・ストリート駅行き（ゲイツ・アベニュー駅）                                                                   |
| P ホーム階 | 混雑方向急行線                 | → 定期列車なし |
| P ホーム階 | 北行緩行線                     | → 夕ラッシュ：通過 → → ラッシュ時以外：ジャマイカ・センター-パーソンズ/アーチャー駅行き（ブロードウェイ・ジャンクション駅）→ 夕ラッシュ：ジャマイカ・センター-パーソンズ/アーチャー駅行き（ブロードウェイ・ジャンクション駅）→ |
| P ホーム階 | 相対式ホーム、右側のドアが開く | |
| M          | 改札階                         | 改札口、駅員詰所、メトロカード自動券売機 |
| G          | 地上階                         | 出入口 |

チャウンシー・ストリート駅は相対式ホーム2面3線の駅であるが、中央の急行線は通常運行では使われていない。マリア・ドミンゲス（Maria Dominguez）作の"El-Views "という近隣の日常生活を描いた作品が2002年から展示されている。

### 出入口
クーパー・ストリートとブロードウェイの交差点南東・北東に出る。このほか、駅名にもなっているチャウンシー・ストリートへの非常出口がある。